# Isa Calderón
Isabel Calderón Peces-Barba, coneguda com Isa Calderón, (Madrid, 1983) és una guionista i humorista feminista espanyola. Des de 2016, produeix, dirigeix i condueix al costat de la periodista Lucía Lijtmaer el programa cultural i polític Deforme Semanal. Ha col·laborat amb diversos mitjans de comunicació com El País, Público, Cadena SER, RAC1 i Carne cruda entre d'altres.

## Trajectòria
Neboda del jurista i polític Gregorio Peces-Barba, va decidir estudiar la carrera de Dret en la Universitat Carles III de Madrid (UC3M). No obstant això, no la va acabar i va orientar els seus estudis cap a Comunicació Audiovisual, del que es va llicenciar en 2008 en la UC3M, on també va cursar un Màster de guió en cinema i televisió en 2009.
Recentment llicenciada, va realitzar pràctiques de guionista al programa El diario de Patricia d'Antena 3 i en la sèrie de ficció Águila Roja de Radio Televisión Española. Després, després d'una etapa com a freelance amb col·laboracions en premsa, va treballar entre 2013 i 2015 com a redactora i productora dels programes A vivir que son dos días i La Script de l'emissora de ràdio Cadena SER.
De 2015 a 2016, la plataforma Flooxer d' Atresmedia va encarregar a Calderón una secció de crítica de cinema, a la qual va anomenar Reviews Fuertecitas, on analitzava pel·lícules com Showgirls (1995), Her (2013), Whiplash (2014) o Star Wars (1977) amb una perspectiva feminista. n 2017, Calderón va ser reportera de Tentaciones, la secció de tendències i oci d'El País, on va portar va conduir els vídeos de La calle está fatal, on parlava de bar que havia obert Bertín Osborne a Madrid o entrevistava la youtuber Amarna Miller.
En 2018, Calderón va conduir una secció de ressenyes de llibres en format audiovisual titulat He venido a hablar de tu libro per Librotea, el recomanador de llibres d' El País. Entre altres, va analitzar Una chica sin suerte, de la periodista espanyola Noemí Sabugal, Un debut en la vida, de la historiadora britànica Anita Brookner o El sutil arte de que (casi todo) te importe una mierda, de l'autor estatunidenc Mark Manson.
El seu primer monòleg en teatre, escrit i interpretat per Calderón, com estand-up comediant va ser amb un xou titulat "Acabada" en 2019, al Palacio de la Prensa de Madrid.

### Deforme Semanal
En 2016, Calderón va començar a produir, dirigir i conduir al costat de la periodista Lucía Lijtmaer el programa cultural i polític Deforme Semanal.En aquest espectacle, que fins al començament de la pandèmia de COVID-19 podia veure's al Teatro Arlequín o al Palacio de la Prensa de Madrid, entrevistaren a personalitats del món de la cultura i la política com Christina Rosenvinge, Ada Colau, Pablo Iglesias, Alba Flores, Nacho Vigalondo, Thais Villas, Bob Pop, Moderna de Pueblo, Eva Llorach o Cristina Morales. A més de veure-ho en directe, posteriorment es podia veure l'enregistrament en Público TV, l'espai audiovisual de Público. Jelen Morales i Marc Giró i Costa eren els seus col·laboradors habituals.
Al setembre de 2019, van llançar una versió sonora del programa titulada Deforme Semanal Ideal Total, a Radio Primavera Sound, la plataforma de podcast del festival Primavera Sound.
Degut a l'èxit del programa, Calderón i Lijtmaer van ser les encarregades de presentar la XVI edició del Festival de Cinema Europeu de Sevilla, que es va celebrar del 8 al 16 de novembre de 2019. A l'any següent, Calderón va participar en la gala dels Premis Feroz i va lliurar el Premi Feroz 2020 al millor guió a Pedro Almodóvar per Dolor y gloria. I, al desembre de 2020 es va anunciar Calderón i Lijtmaer serien les encarregades d'escriure el guió de la gala dels Premis Feroz de 2021, presentats per l'actriu Pilar Castro.

## Reconeixements
L'octubre de 2021, el podcast Deforme semanal ideal total de Radio Primavera Sound dirigit, produït i conduït per Calderón i Lucía Lijtmaer va rebre el Premi Ondas al Millor podcast o programa d'emissió digital. Aquest reconeixement va ser ex aequo al podcast Estirando el chicle de Victoria Martín i Carolina Iglesias emès a Podium Podcast.